# Agestrata dehaan
Agestrata dehaan är en skalbaggsart som beskrevs av Hippolyte Louis Gory och Achille Rémy Percheron 1833. Agestrata dehaan ingår i släktet Agestrata och familjen Cetoniidae. Inga underarter finns listade i Catalogue of Life.